# Гвардиоле (Казерта)
Гвардиоле је насеље у Италији у округу Казерта, региону Кампанија.
Према процени из 2011. у насељу је живело 39 становника. Насеље се налази на надморској висини од 153 м.